# Cristóbal Balenciaga (sèrie de televisió)
Cristóbal Balenciaga (originalment coneguda simplement com Balenciaga) és una sèrie de televisió per internet espanyola de drama biogràfic, creada i escrita per Aitor Arregi, Jon Garaño, José Mari Goenaga i Lourdes Iglesias i dirigida pels tres primers per a Disney+. És protagonitzada per Alberto San Juan com el dissenyador homònim. Es va estrenar el 19 de gener de 2024.

## Trama
En 1937, després d'una reeixida trajectòria amb els seus tallers de Madrid i Sant Sebastià vestint l'elit i aristocràcia espanyola, el dissenyador Cristóbal Balenciaga (Alberto San Juan) fa el salt internacional presentant la seva primera col·lecció d'alta costura en París, França. No obstant això, els dissenys que a Espanya marcaven tendència no acaben de funcionar en el sofisticat imperi de la moda en el qual s'ha convertit París, on Chanel, Dior i Givenchy són el referent de l'alta costura. Guiat per la seva obsessió pel control en tots els aspectes de la seva vida, Balenciaga definirà el seu estil fins a ser un dels grans dissenyadors de la història.

## Repartiment
- Alberto San Juan com Cristóbal Balenciaga
- Belén Cuesta com Fabiola de Mora i Aragó
- Josean Bengoetxea com Nicolás Bizkarrondo
- Cecilia Solaguren com Virgilia Mendizabal
- Adam Quintero com Ramón Esparza
- Thomas Coumans com Wladzio D´Attainville
- Gemma Whelan com Prudence Glynn
- Anouk Grinberg com Coco Chanel
- Gabrielle Lazure com Carmel Snow
- Patrice Thibaud com Christian Dior
- Nine d'Urso com Colette
- Anna-Victoire Olivier com Audrey Hepburn

## Capítols
| Núm. total | Núm. de la temporada | Títol                      | Direcció                                     | Guió                                                                            | Data d'estrena original |
| ---------- | -------------------- | -------------------------- | -------------------------------------------- | ------------------------------------------------------------------------------- | ----------------------- |
| 1          | 1                    | «Cuestión de estilo»       | Aitor Arregi, Jon Garaño y José Mari Goenaga | Aitor Arregi, Lourdes Iglesias, Jon Garaño i José Mari Goenaga                  | 19 de gener de 2024     |
| 2          | 2                    | «La ocupación»             | Aitor Arregi, Jon Garaño y José Mari Goenaga | Aitor Arregi, Lourdes Iglesias, Jon Garaño i José Mari Goenaga                  | 19 de gener de 2024     |
| 3          | 3                    | «Un rival para Balenciaga» | Aitor Arregi, Jon Garaño i José Mari Goenaga | Aitor Arregi, Lourdes Iglesias, Jon Garaño i José Mari Goenaga                  | 19 de gener de 2024     |
| 4          | 4                    | «Réplicas»                 | Aitor Arregi, Jon Garaño i José Mari Goenaga | Aitor Arregi, Lourdes Iglesias, Jon Garaño, José Mari Goenaga i Eduardo Navarro | 19 de gener de 2024     |
| 5          | 5                    | «Vestir a una reina»       | Aitor Arregi, Jon Garaño i José Mari Goenaga | Aitor Arregi, Lourdes Iglesias, Jon Garaño i José Mari Goenaga                  | 19 de gener de 2024     |
| 6          | 6                    | «Balenciaga soy yo»        | Aitor Arregi, Jon Garaño y José Mari Goenaga | Aitor Arregi, Lourdes Iglesias, Jon Garaño i José Mari Goenaga                  | 19 de gener de 2024     |

## Producció
El 12 de novembre de 2021, coincidint amb la celebració del seu segon aniversari d'existència, Disney+ va anunciar que començaria a produir sèries a Espanya, i que la seva primera sèrie original espanyola seria Balenciaga, una sèrie biogràfica sobre el costurer espanyol Cristóbal Balenciaga El juny de 2022, Alberto San Juan  va ser anunciat com l'actor que encarnaria a Balenciaga a la sèrie, mentre que la resta del repartiment va ser anunciat al juliol de 2022. A la fi de setembre de 2022, es va anunciar que la sèrie anava camí de completar el seu rodatge després de quatre mesos de treball en diverses localitzacions.
Quan Disney+ finalment va anunciar la data d'estrena de la sèrie, es va revelar que en algun punt de la producció el títol de la sèrie havia canviat de Balenciaga a Cristóbal Balenciaga.

## Llançament i màrqueting
El 30 d'octubre de 2023, Disney+ va llançar el teaser de Cristóbal Balenciaga i va anunciar que la sèrie s'estrenaria a Disney+ a Espanya i a Star+ a Llatinoamèrica el 19 de gener de 2024. El 18 de desembre de 2023, Disney+ va llançar el tràiler final de la sèrie.

## Recepció
Cristóbal Balenciaga ha rebut ressenyes positives per part dels crítics. Aglaia Berlutti de Hipertextual li va donar a la sèrie quatre estrelles de cinc, escrivint que "narra amb cura els espais dolorosos d'una vida plena d'alts i baixos, enigmes, però, en particular, la creació d'un estil que encara, ara mateix, és digne d'admiració" i apreciant que "no té un relat únic […] En lloc d'això, tria crear la sensació que el seu personatge […] fila el relat de la seva vida des dels fets que li han impressionat i marcat", la qual cosa va explicar que "beneficia el ritme i el to de la sèrie, a més d'elogiar com l'argument "involucra a les diferents facetes d'un país dividit per un conflicte bèl·lic, però també, ple d'art que reflecteix el dolor". María Luis Álvarez Izquierdo de Los Lunes Seriéfilos va elogiar l’actuació d’Alberto San Juan, dient que "se surt del test" i del guió va apreciar una narrativa que "cuida el detall", a més d'elogiar la banda sonora de Alberto Iglesias com "la guinda sonora a la sèrie", concloent que la sèrie "desperta un interès bonic per un de les icones pàtries de la moda".

## Premis
El novembre de 2004 li fou atorgat el Premi Ondas a la millor actuació masculina en televisió a Alberto San Juan.